# Hara et sa mère

Le conte du rônin Hara et de sa mère est un conte des temps modernes, suite des 47 rōnin.

## Le conte
Après le seppuku de son chef Asano no kami, seigneur d' Akō, condamné pour avoir tenté de tuer dans le propre palais du shogun, le seigneur Kira Yoshinaka, chambelland honoraire du shôgun, qui l'a insulté, Hara est devenu un rônin. Quarante sept rōnins, dont Hara, ont décidé de se venger et de tuer Kira. Le chef de la conspiration lui a ordonné de prendre le chemin de Yedo. Il aimerait bien s'arrêter sur le chemin afin de rendre visite à sa vieille mère.
En arrivant, Hara trouve celle-ci sur le pas de sa porte. Il a hâte d'embrasser sa femme et son fils Fusabo qui a sûrement grandi depuis son départ il y a deux ans déjà. Pendant que sa femme est partie se maquiller et revêtir son kimono en soie, Hara ne se lasse pas d'admirer son fils.
Le frère de Hara vient à son tour saluer le rōnin. C'est au cours du repas que le guerrier apprend à sa famille qu'il n'est que de passage et doit repartir dès le lendemain matin pour Yedo où il pense avoir retrouvé un travail de samouraï. Il reviendra les chercher au printemps pour les garder auprès de lui: « en attendant, vous, mon frère, et vous, ma tendre épouse, prenez bien soin de notre mère en attendant mon retour ». Le frère et la femme s'inclinent en signe d'acquiescement.
La mère n'est pas dupe quant à la raison que lui a donnée son fils concernant son voyage à Yedo. Elle n'en laisse rien paraître et lui prépare une boîte contenant des gâteaux et divers mets dont elle sait qu'il est friand.
Hara est honteux. Il a menti au sujet de la raison véritable pour laquelle il se rend à Yedo. Alors, il s'agenouille devant sa mère et lui demande pardon. Il part, en réalité, pour venger son honoré seigneur: « Il me sera impossible de vous revoir un jour » lui dit-il, « Je sais le tourment que je vous cause mais je dois accomplir mon devoir de vassal ». Sa mère l'écoute les yeux brillants de larmes: « Je n'ai pas été dupe un seul instant. Je suis fière de vous, mon fils, fière de votre courage. Que mon sort ne soit pas un obstacle pour vous. Votre femme et votre frère veilleront sur moi. Allons nous coucher maintenant. Il se fait tard et vous avez une longue route devant vous ».
Au petit matin, Hara veut revoir une dernière fois celle qui l'a mis au monde. Il va écouter à la porte de sa chambre. Il n'entend aucun bruit. Il décide de patienter encore un peu...Les heures passent...N'y tenant plus, Hara pénètre dans la chambre de sa mère. La veille dame est morte. Une tache de sang macule la natte sur laquelle elle s'est couchée la veille. À côté du corps, une lettre qu'il saisit avec respect: elle n'a pas voulu que son fils s'inquiète de son avenir: « Je mets fin à ma vie avec joie pour vous délivrer de toute anxiété et vous permettre de mourir en vaillant samouraï. Je vous précède, mon fils, au pays où tout le monde va un jour. Un dernier adieu à vous tous ». Votre mère.